# L'Homme contre les tyrans
L'Homme contre les tyrans est un livre du sociologue français Raymond Aron paru en 1944.

## Résumé
Raymond Aron a été l’un des grands penseurs politiques du siècle, connu surtout pour ses critiques et les combats engagés contre le totalitarisme. Même à ses contemporains, il semblait, avec le recul, que son travail était vaste et important. Quand un panel de personnalités publiques en France, juste avant sa mort, a dû choisir parmi les intellectuels français les plus influents du siècle, son nom apparut parmi ceux cités en premier.